# کن کن (فیلم)
کن کن (انگلیسی: Can-Can) فیلمی در ژانر موزیکال به کارگردانی والتر لنگ است که در سال ۱۹۶۰ منتشر شد. از بازیگران آن می‌توان به فرانک سیناترا، شرلی مک‌لین، موریس شوالیه، لوئی ژوردان و مارسل دالیو اشاره کرد.